# EXOSC4
EXOSC4 (англ. Exosome component 4) – білок, який кодується однойменним геном, розташованим у людей на короткому плечі 8-ї хромосоми. Довжина поліпептидного ланцюга білка становить 245 амінокислот, а молекулярна маса — 26 383.
| 10         |  | 20         |  | 30         |  | 40         |  | 50         |
| ---------- |  | ---------- |  | ---------- |  | ---------- |  | ---------- |
| MAGLELLSDQ |  | GYRVDGRRAG |  | ELRKIQARMG |  | VFAQADGSAY |  | IEQGNTKALA |
| VVYGPHEIRG |  | SRARALPDRA |  | LVNCQYSSAT |  | FSTGERKRRP |  | HGDRKSCEMG |
| LQLRQTFEAA |  | ILTQLHPRSQ |  | IDIYVQVLQA |  | DGGTYAACVN |  | AATLAVLDAG |
| IPMRDFVCAC |  | SAGFVDGTAL |  | ADLSHVEEAA |  | GGPQLALALL |  | PASGQIALLE |
| MDARLHEDHL |  | ERVLEAAAQA |  | ARDVHTLLDR |  | VVRQHVREAS |  | ILLGD      |

A: Аланін

C: Цистеїн

D: Аспарагінова кислота

E: Глутамінова кислота

F: Фенілаланін

G: Гліцин

H: Гістидин

I: Ізолейцин

K: Лізин

L: Лейцин

M: Метіонін

N: Аспарагін

P: Пролін

Q: Глутамін

R: Аргінін

S: Серин

T: Треонін

V: Валін

Задіяний у таких біологічних процесах, як процесінг рРНК, ацетилювання. 
Білок має сайт для зв'язування з РНК. 
Локалізований у цитоплазмі, ядрі, екзосомі.